# Munna Bhai M.B.B.S.
A Munna Bhai M.B.B.S. című Bollywoodi filmet 2003-ban adták ki. Rendező: Rajkumar Hirani; producer: Vinod Chopra Productions. Főszereplők: Sanjay Dutt, Sunil Dutt, Gracy Singh, Arshad Warsi és Boman Iráni.

## Szereplők
| Színész           | Szerep                           |
| ----------------- | -------------------------------- |
| Sunil Dutt        | Hari Prasad Sharma (Munna apja)  |
| Sanjay Dutt       | Murli Prasad Sharma (Munna Bhai) |
| Arshad Warsi      | Circuit                          |
| Gracy Singh       | Dr. Suman Asthana (Chinki)       |
| Rohini Hattangadi | Parvati Sharma (Munna anyja)     |
| Boman Iráni       | Dr. J. C. Asthana                |
| Jimmy Shergill    | Zaheer                           |

## Díjak

### Filmfare award
A film a következő díjakat nyerte a 2004-es Filmfare Awards-on:
| Díj                                   | Kapta                                           |
| ------------------------------------- | ----------------------------------------------- |
| Filmfare Best Comedian Award          | Sanjay Dutt                                     |
| Filmfare Best Dialogue Award          | Abbas Tyrewala                                  |
| Filmfare Critics Award for Best Movie | Rajkumar Hirani                                 |
| Filmfare Best Screenplay Award        | Rajkumar Hirani Vidhu Vinod Chopra Lajan Joseph |

A következő kategóriákban jelölték még a filmet:
1. Filmfare Best Comedian Award (Boman Irani)
2. Filmfare Best Supporting Actor Award (Arshad Warsi)
3. Filmfare Best Director Award (Rajkumar Hirani)
4. Filmfare Best Movie Award